# Саманта Смит
Саманта Рид Смит (енгл. Samantha Reed Smith; Хултон, 29. јун 1972 — Оберн, 25. август 1985) је била америчка ученица из Манчестера, Мејн, која је називана “најмлађи амерички амбасадор” у САД и “амбасадор добре воље” у Совјетском Савезу током свог живота. Постала је позната у ове две земље и широм света након писања писма Генералном секретару КПСС Јурију Андропову током Хладног рата и добијању одговора од Андропова који је укључивао личан позив у посету Совјетском Савезу који је Саманта прихватила. Праћена великом медијском пажњом у обе земље, учествовала је у мировним активностима у Јапану након своје посете Совјетском Савезу, написала је књигу и глумила је у телевизијској серији пре смрти у авионској несрећи.

## Биографија
Саманта је рођена 29. јуна 1972 у Хултону, Мејн и живела је тамо са својим родитељима, Артуром и Џејн. Обожавала је хокеј, клизање, читање и науку, и играла је за школски софтболски тим. У петој години је написала писмо краљици Елизабети, у којем је написала да је воли. 1980, када је Саманта тек завршила други разред, њена породица се преселила у Манчестер. Њен отац је предавао књижевност на Мејнском универзитету у Огасти, а мајка је радила као социјални радник. Касније је њена мајка написала како су догађаји почели. Након што је Јуриј Андропов постао вођа Совјетског Савеза, водећи америчке новине и часописи су имали његов портет на својим насловним странама и главне чланке посвећене њему са негативним оценама његовог преузимања власти и очекивања нових претњи према свету. Током овог периодам масовни антинуклеарни протести су се одвијали у Европи и Северној Америци, а телевизијски филм са темом нуклеарног рата The Day After је био предвиђен да се приказује на АБЦ током новембра. Роналд Реган је такође одбацио концепт детанта и наредио да се разместе крстареће ракете и Першинг ракете у Европи. Совјетски Савез је био увучен у рат у Авганистану већ три године, што је такође допринело међународној напетности. Саманта је приметила часопис Тајм (вероватно број од 22. новембра). “Ако се људи толико плаше њега”, упитала је своју мајку, “зашто му неко на напише писмо да га пита да ли жели рат или не?” “Зашто ти то не урадиш?”, одговорила је мајка.

### Писма
У новембру 1982, када је Саманта била у петом разреду, писала је совјетском вођи Јурију Андропову, покушавајући да разуме зашто су односи између Совјетског Савеза и САД толико напети:
“Драги господине Андропов,
Зовем се Саманта Смит. Имам десет година. Честитке на новом послу. Забринута сам да ће Русија и Сједињене Државе ући у нуклеарни рат. Да ли ћете гласати за рат или не? Ако нећете, реците ми како ћете да помогнете да не дође до рата. На ово питање не морате да одговорите, али желела бих да знам зашто желите да освојите свет или барем нашу земљу. Бог је створио свет за нас да бисмо живели у миру, а не да би ратовали.
Искрено,
Саманта Смит”
Писмо је објављено у совјетским новинама Правда и 25. априла је добила одговор од Андропова:
“Драга Саманта
Примио сам твоје писмо, које је као многа друга коју су дошла недавно до мене из твоје земље и из земаља широм света.
Чини ми се - што могу рећи по твом писму - да си ти храбра и искрена девојчица, која подсећаш на Беки, другарицу Тома Сојера у чувеној књизи твог земљака Марка Твена. Ова књига је врло позната и омиљена у нашој земљи од стране свих дечака и девојчица.
Написала си да си узнемирена око тога да ли ће бити нуклеарног рата између наше две земље. И питала си да ли радимо нешто да тај рат не избије.
Твоје питање је најважније питање од свих питања које човек може да постави. Одговорићу ти озбиљно и искрено.
Да, Саманта, ми у Совјетском Савезу покушавамо да урадимо све да не буде рата на Земљи. То је све што сваки Совјет жели. То је оно што нас је учио велики оснивач наше државе, Владимир Лењин.
Совјетски народ добро зна каква је ужасна ствар рат. Пре 42 године, нацистичка Немачка, које је жудела за влашћу над целим светом, напала је нашу земљу, спаливши и уништивши много хиљада наших села и градова,  убивши милионе совјетских мушкараца, жена и деце.
У том рату, који се завршио нашом победом, ми смо били у савезу са Сједињеним Државама; заједно смо се борили за ослобођење многих људи он нацистичких нападача. Надам се да то знаш из часова историје у твојој школи. И данас много желимо да живимо у миру, да тргујемо и сарађујемо са свим нашим суседима на овој планети - са онима који су далеко и онима који су близу. А посебно са таком великом земљом као што су Сједињене Америчке Државе.
У Америци, као и у нашој земљи, постоје нуклеарна оружја - ужасна оружја која могу тренутно убити милионе људи. Али ми не желимо да она икада буду искоришћена. Тачно зато је Совјетски Савез свечано изјавио читавом свету да никад - никад - неће први користити нуклаерна оружја против неке земље. Углавном предлажемо прекид њихове даље производње и почетак уклањања свих залиха на Земљи.
Чини ми се да је сувишан одговор на твоје друго питање: Зашто желите да водите рат против целог света или барем Сједињених Држава? Ми не желимо ништа од тога. Нико у нашој држави, ни радници, ни сељаци, ни писци ни доктори, ни одрасли, ни деца, ни чланови владе, не желе ни велики ни мали рат.
Ми желимо мир - постоји нешто чиме смо заузети: узгајањем жита, грађењем и проналасцима, писањем књига и летењем у свемир. Желимо мир за нас и за све људе на планети. За нашу децу и за тебе, Саманта.
Позивам те, ако ти твоји дозволе, да дођеш у нашу земљу, најбоље овог лета. Сазнаћеш све о нашој земљи, упознаћеш своје вршњаке, посетити међународни дечји камп Артек на мору. И видећеш сама: у Совјетском Савезу, сви су за мир и пријатељство међу људима.
Хвала ти за твоје писмо. Желим ти све најбоље у твом младом животу.

Ј. Андропов.”

### Светски успех
Медијски циркус је био обезбеђен, а Саманту су интервјуисали Тед Копел и Џони Карсон, уз свакодневне извештаје већих америчких станица. 7. јула 1983, Саманта је одлетела у Москву са родитељома, провевши две недеље као гошћа Андропова. Током свог путовања је посетила Москву и Лењинград, и провела је неко време у Артеку, главном совјетском пионирском кампу у месту Гурзуф на Криму. Иако се Андропов, који је већ био тешко болестан, није срео са њом, разговарали су преко телефона. Саманта је написала у својој књизи да су у Лењинграду она и њени родитељи били изненађени пријатељством људи и поклонима које су им многи људи даривали. Говорећи на новинарској конференцији у Москви, Саманта је изјавила да су Руси били “исти као и ми”.
И поред понуђеног специјалног смештаја, Саманта је дала предност Артеку. Због лакше комуникације, учитељи и деца са течним енглеским су изабрани да бораве у згради где је она била смештена. Оставши у спаваоници са још девет девојчица, Саманта је проводила време пливајући, причајући и учећи руске песме и игре.
Медији су пратили сваки њен корак - слике и чланци о њој су објављивани од стране главних совјетских новина и магазина током њеног путовања и након њега.
Када се Саманта вратила у САД 22. јула 1983, њен повратак су славили људи из Мејна и њена популарност је наставила да расте у родном крају. Она је постала политички и мировни активиста, водећи Дизнијев специјал из 1984. о политици, где је интервјуисла неколико кандидата за председничке изборе 1984, укључујући Џорџа Макговерна и Џесија Џексона. Ишла је у Јапан са својом мајком, где се срела са Јасухиром Накасонеом, премијером Јапана и присуствовала је Дечјем међународном симпозијуму у Кобеу. У свом говору на овом симпозијуму је предложила америчким и совјетским вођама да размене унуке на две недеље сваке године, тврдећи да председник “не би желео да пошаље бомбу на земљу коју ће његова унука посетити”. Касније је Саманта написала књигу Путовање у Совјетски Савез и узела је главну улогу глумивши са Робертом Вагнером у телевизијској серији Lime Street. Иако су многи људи у САД према њој показивали позитивна осећања, известан део њених судржављана, укључујући многе емигранте из Совјетског Савеза, су неповерљиво гледали на њен пут, тврдећи да је она само коришћена као пропаганда.

## Смрт и сахрана
Након лета са снимања Lime Street у лето 1985, Самантин авион је промашио писту у Обурну за 200 јарди и срушио се, убивши све у авиону (шест путника и два члана посаде), укључујући Саманту и њеног оца. Многе шпекулације о разлогу несреће су кружиле након тога. Спроведена је истрага, а званичан извештај није пружио подршку теоријама завере. Како је речено у извештају, несрећа се десила око 22:05, а место пада се налази 1,6 километара јужно од Обурнског аеродрома. Извештај даље каже: “Релативни нагибни угао и висина и брзина авиона на месту пада нису допустили путницима да преживе несрећу”. Главни закључак извештаја је да је то била мрачна и кишовита ноћ, да су пилоти били неискусни и да се случајно, десио квар на земаљском радару, мада то није необично и није често критично,
Саманту Смит је оплакало око 1.000 људи на њеном погребу у Аугусти, Мејн, укључујући Владимира Кулагина из совјетске амбасаде у Вашингтону, који је прочитао личну поруку саучешћа од Михаила Горбачова. Ипак, није било представника америчке владе. Она и њен отац су сахрањени близу Хултона, где је и рођена.

## Почасти

### СССР
Совјетски Савез је издао комеморативне маркице са њеним ликом. Дијамант, путнички брод и планина су назване у Самантину част, а њен споменик је саграђен у Москви. “Алеја Саманте Смит” у Артеку је названа по њој 1986.
Када је совјетски астроном Људмила Черник открила астероид 3147, назвала га је 3147 Саманта.

### САД
Самантина мајка је основала Фондацију Саманта Смит у октобру 1985, која је подстрекивала размену студената између Сједињених Држава и Совјетског Савеза. Први понедељак у јуну сваке године је означен законом државе Мејн као Дан Саманте Смит и постоји статуа Саманте Смит поред Државног музеја Мејна у Аугусти, који приказује Саманту како ослобађа голубицу, док младунче медведа лежи на њеним ногама. Младунче медведа представља и Мејн и Русију. Државна школа у Вашингтону је такође названа по Саманти Смит.

### Русија
Након распада Совјетског Савеза 1991, извештавање руских медија о Саманти је престало. Споменик саграђен њој у Москви су украли крадљивци метала 2003. Ипак, неки интервјуи са њеном мајком Џејн Смит су објављивани у руским новинама почетком 21. века, а многи људи у Русији је се још увек радо сећају. 2003. Валериј Ваулин, пензионер из Вороњежа, је саградио споменик њој без икакве финансијске подршке од владе.